# Wukou (köpinghuvudort i Kina, Jiangxi Sheng, lat 28,98, long 117,24)
Wukou är en köpinghuvudort i Kina. Den ligger i provinsen Jiangxi, i den sydöstra delen av landet, omkring 140 kilometer öster om provinshuvudstaden Nanchang. Antalet invånare är 27 900. Befolkningen består av 13 138 kvinnor och 14 762 män. Barn under 15 år utgör 28,0 %, vuxna 15-64 år 66 %, och äldre över 65 år 5,0 %.
Runt Wukou är det tätbefolkat, med 383 invånare per kvadratkilometer. Närmaste större samhälle är Leping, 12,0 km väster om Wukou. Trakten runt Wukou består till största delen av jordbruksmark.
Genomsnittlig årsnederbörd är 2 653 millimeter. Den regnigaste månaden är juni, med i genomsnitt 449 mm nederbörd, och den torraste är oktober, med 41 mm nederbörd.